# Palomares del Río
Palomares del Río ist eine Gemeinde und ein Dorf in der Provinz Sevilla in Spanien mit 9.277 Einwohnern (Stand: 2024). Sie ist Teil der Comarca Metropolitana de Sevilla in Andalusien.

## Geografie
Die Gemeinde Palomares del Río grenzt an Almensilla, Coria del Río, Dos Hermanas, Gelves und Mairena del Aljarafe. Die östliche Grenze wird durch den Guadalquivir markiert.

## Geschichte
Die Siedlung geht auf ein Gehöft der Zeit des Al-Andalus zurück. Die Siedlung wurde von Ferdinand III. im 13. Jahrhundert erobert, der sie Paterna de los Judíos nannte.